# Ley del Mercado de Valores de 1934
La ley del mercado de valores de 1934 (también denominada Ley de valores, Ley del 34 o Ley de 1934) es una ley que regula la negociación secundaria de valores (acciones, bonos y obligaciones) en los Estados Unidos. Hito de la legislación de amplio alcance, la Ley del 34 y las leyes conexas constituyen la base de la regulación de los mercados financieros y sus participantes en los Estados Unidos. La Ley de 1934 también creó la Comisión de Bolsa y Valores (SEC), el organismo principalmente responsable de la aplicación de la legislación federal estadounidense en materia de valores.
Las empresas recaudan miles de millones de dólares emitiendo valores en lo que se conoce como mercado primario. A diferencia de la ley de valores de 1933, que regula estas emisiones originales, la Ley del mercado de valores de 1934 regula la negociación secundaria de esos valores entre personas a menudo no relacionadas con el emisor, frecuentemente a través de corredores o agentes. Cada año se ganan y se pierden billones de dólares en el mercado secundario.

## Mercado de valores
Un ámbito sujeto a la regulación de la Ley de 1934 es el lugar físico donde se intercambian los valores (acciones, bonos, pagarés de obligaciones). En este caso, los agentes de la bolsa, o especialistas, actúan como intermediarios para los intereses que compiten en la compra y venta de valores. Una función importante del especialista es inyectar liquidez y continuidad de precios en el mercado. Algunas de las bolsas más conocidas son la Bolsa de Nueva York, el NASDAQ y la NYSE American.

## Asociaciones de valores
La Ley de 1934 también regula a los corredores-agentes sin estatuto para la negociación de valores. Se ha desarrollado una infraestructura de telecomunicaciones que permite negociar sin una ubicación física. Anteriormente, estos corredores encontraban los precios de las acciones a través de las publicaciones de los periódicos y realizaban las operaciones verbalmente por teléfono. Hoy en día, una red de información digital conecta a estos corredores. Este sistema se llama NASDAQ, siglas de National Association of Securities Dealers Automated Quotation System.

## Organizaciones autorreguladoras (SROpor sus siglas en inglés)
En 1938, la Ley de Bolsas fue modificada por la Ley Maloney, que autorizaba la formación y el registro de asociaciones nacionales de valores. Estas agrupaciones supervisarían la conducta de sus miembros bajo la vigilancia de la SEC. La Ley Maloney dio lugar a la creación de la National Association of Securities Dealers, Inc. - la NASD, que es una organización autorregulada (o SRO). La NASD era la principal responsable de la supervisión de los agentes y sociedades de corretaje y, más tarde, del mercado de valores NASDAQ. En 1996, la SEC criticó a la NASD por anteponer sus intereses como operador del NASDAQ a sus responsabilidades como regulador, y la organización se dividió en dos: una entidad regulaba a los corredores y empresas, y la otra regulaba el mercado NASDAQ. En 2007, el NASD se fusionó con el NYSE (que ya había absorbido el AMEX), y se creó la Autoridad Reguladora de la Industria Financiera (FINRA).

## Otras plataformas bursátiles
En los últimos 30 años,los corredores han creado dos sistemas adicionales para la negociación de valores. El sistema alternativo de negociación, o ATS (Alternative Trading System), es una cuasi bolsa en la que las acciones se compran y venden habitualmente a través de una red privada más pequeña de agentes, intermediarios y otros participantes en el mercado. El ATS se distingue de las bolsas y asociaciones en que los volúmenes de las operaciones ATS son comparativamente bajos, y las operaciones tienden a estar controladas por un pequeño número de corredores o agentes. Los ATS actúan como un nicho de mercado, un fondo privado de liquidez. Reg ATS, una normativa de la SEC promulgada a finales de la década de 1990, exige que estos pequeños mercados 1) se registren como corredores en la NASD, 2) se registren como bolsa, o 3) operen como ATS no regulados, manteniéndose bajo unos límites de negociación bajos.
Una forma especializada de ATS, la Red de Comunicaciones Electrónicas (o ECN), ha sido descrita como la "caja negra" de la negociación de valores. La ECN es una red completamente automatizada que combina de forma anónima órdenes de compra y venta. Muchos operadores utilizan uno o más mecanismos de negociación (las bolsas, el NASDAQ y una ECN o ATS) para efectuar grandes órdenes de compra o venta, conscientes de que la dependencia excesiva de un mercado para una gran operación puede alterar desfavorablemente el precio de negociación del valor objetivo.

## Emisores
Aunque la Ley de 1933 reconoce que la información oportuna sobre el emisor es vital para la fijación efectiva del precio de los valores, el requisito de divulgación de la Ley de 1933 (la declaración de registro y el folleto) es un asunto de una sola vez. La Ley de 1934 amplía este requisito a los valores negociados en el mercado secundario. Siempre que la empresa tenga más de un determinado número de accionistas y posea una determinada cantidad de activos (500 accionistas, más de 10 millones de dólares en activos, según los artículos 12, 13 y 15 de la Ley), la Ley de 1934 exige que los emisores presenten periódicamente información sobre la empresa a la SEC en determinados formularios (la presentación anual 10-K y la presentación trimestral 10-Q). Los informes presentados están a disposición del público a través de EDGAR. Si ocurre algo importante con la empresa (cambio de consejero delegado, cambio de empresa auditora, destrucción de un número significativo de activos de la empresa), la SEC exige que la empresa publique en el plazo de 4 días hábiles una presentación 8-K que refleje estas condiciones modificadas (véase el Reglamento FD). Gracias a estas presentaciones periódicas, los compradores pueden evaluar mejor el valor de la empresa y comprar y vender las acciones en función de esa información.

## Disposiciones antifraude
Aunque la Ley de 1933 contiene una disposición antifraude (artículo 17), cuando se promulgó la Ley de 1934 seguían existiendo dudas sobre el alcance de esa disposición antifraude y sobre si existía un derecho de acción privado -es decir, el derecho de un ciudadano particular a demandar a un emisor de acciones o a un agente del mercado relacionado, en contraposición a las demandas del gobierno- para los compradores. Tal como se desarrolló, la sección 10(b) de la Ley de 1934 y la correspondiente Norma 10b-5 de la SEC contienen un amplio lenguaje antifraude. La sección 10(b) de la Ley (modificada) establece (en su parte pertinente):

Será ilegal que cualquier persona, directa o indirectamente, mediante el uso de cualquier medio o instrumento de comercio interestatal o de los correos, o de cualquier instalación de cualquier bolsa de valores nacional …

(b) Utilizar o emplear, en relación con la compra o venta de cualquier valor registrado en una bolsa de valores nacional o cualquier valor no registrado, o cualquier acuerdo de intercambio basado en valores (tal y como se define en la sección 206B de la Ley Gramm-Leach-Bliley), cualquier dispositivo o artificio manipulador o engañoso que contravenga las normas y reglamentos que la Comisión pueda prescribir como necesarios o apropiados para el interés público o para la protección de los inversores.
La sección 10(b) está codificada en 15 U.S.C. § 78j(b).
La amplitud y utilidad de la sección 10(b) y de la Regla 10b-5 en la persecución de litigios sobre valores son significativas. La Regla 10b-5 se ha empleado para cubrir casos de abuso de información privilegiada, pero también se ha utilizado contra empresas por fijación de precios (inflar o deprimir artificialmente los precios de las acciones mediante la manipulación bursátil), ventas falsas de la empresa para aumentar el precio de las acciones e incluso por no comunicar información relevante a los inversores. Muchos demandantes en el ámbito de los litigios sobre valores alegan violaciones de la sección 10(b) y de la Regla 10b-5 como alegación "comodín", además de violaciones de las disposiciones antifraude más específicas de la Ley de 1934.

## Exenciones de notificación por motivos de seguridad nacional
El artículo 13(b)(3)(A) de la Ley del Mercado de Valores de 1934 establece que "con respecto a asuntos relativos a la seguridad nacional de los Estados Unidos", el presidente o el jefe de una agencia del Poder Ejecutivo pueden eximir a las empresas de ciertas obligaciones legales fundamentales. Estas obligaciones incluyen llevar "libros, registros y cuentas" precisos y mantener "un sistema de controles contables internos suficiente" para garantizar la corrección de las transacciones financieras y la preparación de estados financieros de conformidad con los "principios contables generalmente aceptados".
El 5 de mayo de 2006, en un anuncio publicado en el Registro Federal, el presidente Bush delegó la autoridad en virtud de este artículo en John Negroponte, Director de Inteligencia Nacional. Funcionarios de la Administración declararon a Business Week que creen que es la primera vez que un Presidente delega esta autoridad en una persona ajena al Despacho Oval.